# ISO 5800
ISO 5800 norma definující označení citlivosti fotografického materiálu nebo senzoru na světlo. Čím vyšší je číslo ISO, tím vyšší je světelná citlivost a tím méně světla je potřebné pro správnou expozici.
Předchůdcem jsou normy ASA a DIN. Norma ISO obě normy spojuje a uvádí pro každou citlivost dvě hodnoty, lineární hodnotu ASA a logaritmickou hodnotu DIN.
U obou stupnic platí, že čím je větší číslo, tím je větší světelná citlivost. Pro lineární hodnoty (ASA) platí, že dvojnásobná hodnota znamená i dvojnásobnou citlivost. U logaritmické hodnoty znamená zvětšení hodnoty o 3 stupně zdvojnásobení světelné citlivosti.
Nejčastěji používané hodnoty ISO 5800 jsou 25/15°, 50/18°, 100/21°, 200/24°, 400/27°, 800/30°, 1600/33°, a 3200/36°. Jednoduché amatérské fotoaparáty často pracují pouze s filmem s citlivostí ISO 100/21° až 400/27°.

## Přehled typických hodnot ISO 5800
| ISO lineárně        | ISO logaritmicky    |
| (stará hodnota ASA) | (stará hodnota DIN) |
| ------------------- | ------------------- |
| 6                   | 9°                  |
| 12                  | 12°                 |
| 25                  | 15°                 |
| 32                  | 16°                 |
| 40                  | 17°                 |
| 50                  | 18°                 |
| 64                  | 19°                 |
| 80                  | 20°                 |
| 100                 | 21°                 |
| 125                 | 22°                 |
| 160                 | 23°                 |
| 200                 | 24°                 |
| 250                 | 25°                 |
| 320                 | 26°                 |
| 400                 | 27°                 |
| 500                 | 28°                 |
| 640                 | 29°                 |
| 800                 | 30°                 |
| 1000                | 31°                 |
| 1250                | 32°                 |
| 1600                | 33°                 |
| 3200                | 36°                 |